# Louise Laroche
Louise Laroche, née le 2 juillet 1910 à Villejuif où elle est morte le 25 janvier 1998, est l'une des dernières rescapées du naufrage du Titanic à être morte. Sa sœur, son père et elle sont célèbres pour avoir été les seules personnes noires à bord du paquebot. Elle est en effet née en France de l'union d'un Haïtien et d'une Française. En 1912, la famille décide de quitter le pays pour rejoindre Haïti afin de fuir les discriminations dont est victime le père.
Ils prennent en avril un billet de deuxième classe à bord du Titanic. Le 14 avril, le navire heurte un iceberg et sombre. Si Louise, sa mère et sa sœur survivent, ce n'est pas le cas de Joseph Laroche qui disparaît avec le navire.
La vie de Louise Laroche après le naufrage est peu connue. Elle ne s'est jamais mariée. Elle a en revanche pris part à un certain nombre de manifestations en rapport avec le Titanic dans les dernières années de sa vie, aux côtés d'autres survivants comme Millvina Dean. La Titanic Historical Society a également mené une étude à son sujet.

## Biographie

### Naissance et contexte familial

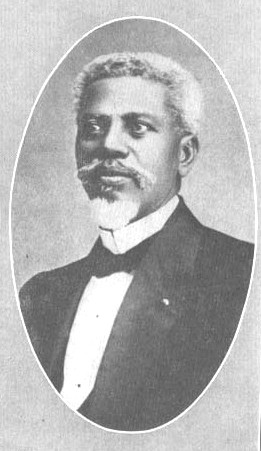
Joseph Laroche est le neveu de Cincinnatus Leconte, président de Haïti.

Louise Laroche naît à Paris le 2 juillet 1910. Elle est la fille de Joseph Philippe Lemercier Laroche et de son épouse Juliette Lafargue, et a une sœur d'un an son aînée, Simonne Marie Anne Andrée Laroche. 
Joseph Laroche, né à Haïti en 1886, avait quitté l'île à l'âge de 15 ans pour étudier l'ingénierie à Beauvais, en France. Lors d'un voyage à Villejuif avec son mentor Monseigneur Kersuzan, il rencontre Juliette Lafargue, fille  d'un négociant en vins veuf. Les deux jeunes gens se marient en 1908 avec la bénédiction du père, malgré les discriminations très fortes à l'encontre des personnes de couleur. Bien qu'il soit diplômé en ingénierie, et qu'il soit, de surcroît, le neveu du futur président haïtien Cincinnatus Leconte, Joseph Laroche souffre des discriminations en France, et n'arrive pas à trouver de situation convenable.
Il parvient donc à convaincre sa famille de regagner son île natale où s'annonce une vie meilleure. Juliette Laroche étant enceinte d'un troisième enfant, le départ est prévu au printemps 1912 afin que le bébé naisse à Haïti. La famille réserve tout d'abord des billets à bord du France de la Compagnie générale transatlantique, mais annule la traversée en découvrant que les enfants ne peuvent y manger dans la même salle que leurs parents. Ils échangent donc leurs billets pour voyager à bord du Titanic de la White Star Line, paquebot flambant neuf qui fait escale à Cherbourg dans la soirée du 10 avril.

### LeTitanic

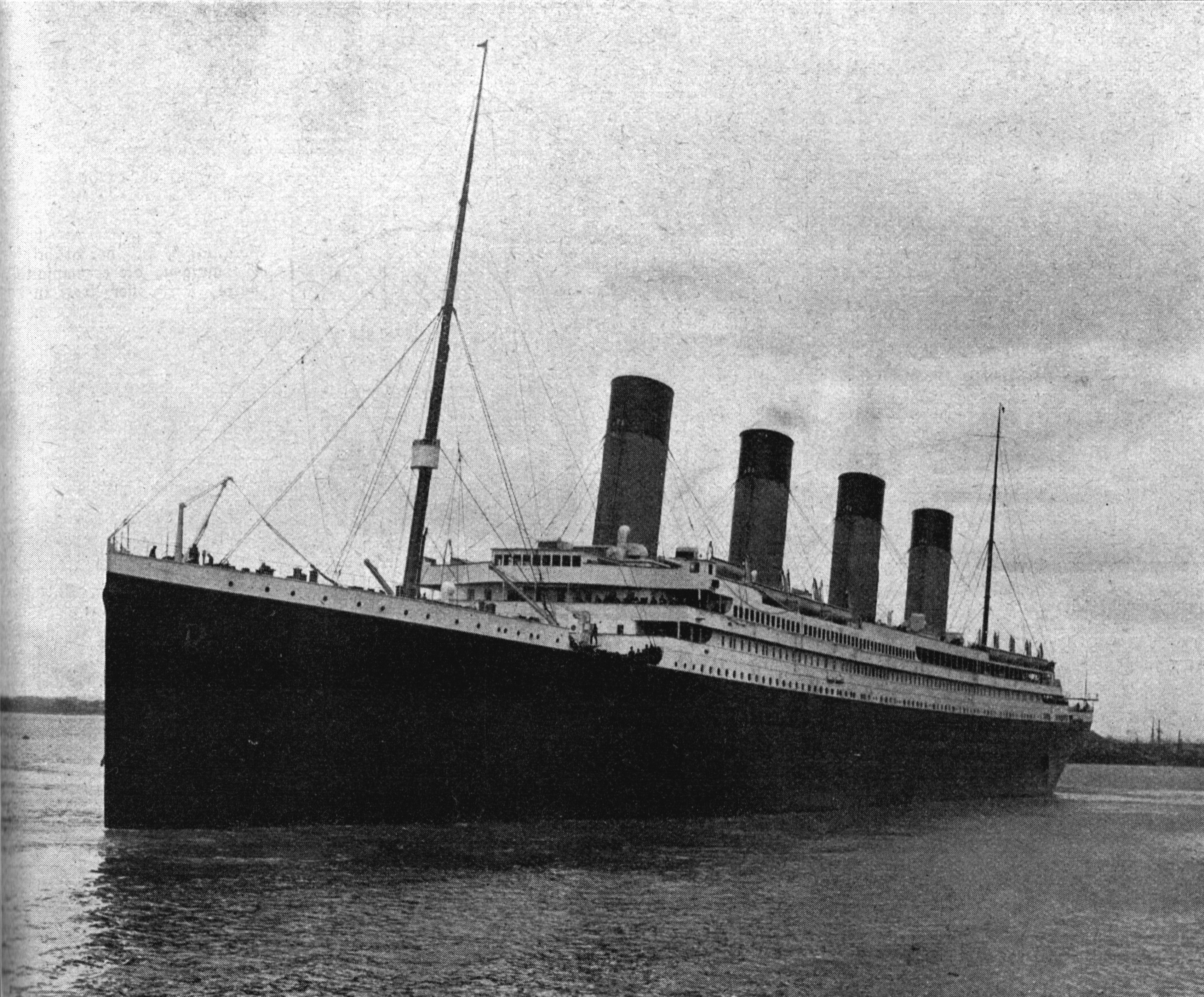
Joseph Laroche et ses enfants étaient les seuls noirs à bord du Titanic.

Le 10 avril 1912 en fin de journée, le Titanic fait escale en rade de Cherbourg. Le port ne disposant pas d'assez de place pour accueillir un navire aussi grand, les passagers embarquent par le biais de deux transbordeurs, le Nomadic et le Traffic. Comme tous les passagers de première et deuxième classe, les Laroche embarquent par le biais du Nomadic. Joseph Laroche est le seul passager noir connu à bord du paquebot. Sur le Titanic, le racisme reste présent, notamment de la part de l'équipage : après le naufrage, la White Star Line doit d'ailleurs s'excuser des propos de certains marins, qui utilisent généralement le terme « Italien » pour désigner toute personne au teint plus sombre et ont des propos parfois dénigrants à leur égard.
Le 14 avril, le Titanic heurte un iceberg vers 23 h 40. Les époux Laroche montent leurs deux fillettes sur le pont supérieur afin d'embarquer dans les canots de sauvetage. D'après le récit de Juliette Laroche à la presse quelques semaines après le naufrage, sa fille Simonne est alors saisie par un marin et jetée dans un canot, sa mère subissant le même sort. Après nombre d'efforts, Joseph réussit à convaincre les marins d'embarquer également Louise. Lui-même promet à son épouse de la retrouver dans un autre canot.
Le canot dans lequel ont embarqué les Laroche reste indéfini. Plusieurs sources supposent qu'il s'agissait du no 14, mais le fait que leur témoignage mentionne une comtesse laisse supposer qu'il s'agit du no 8, où se trouvait la comtesse de Rothes,. À leur arrivée à bord du Carpathia, Joseph Laroche n'est pas présent, mais l'espoir demeure : il a pu être sauvé par un autre navire. Ce n'est qu'à l'arrivée à New York trois jours après que la famille doit se rendre à l'évidence : le père est mort.

### Une fin de vie méconnue

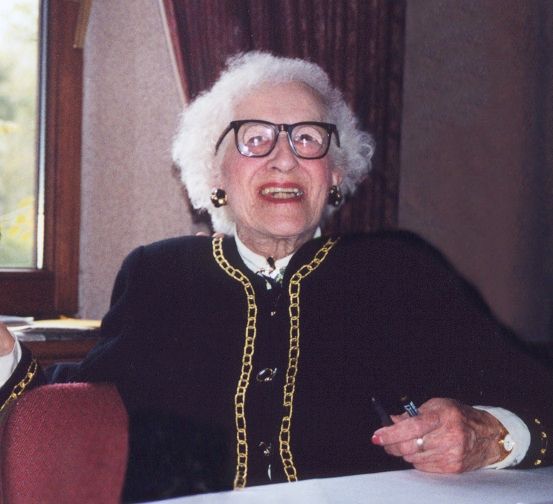
Millvina Dean.

Lorsqu'elles arrivent à New York, les trois Laroche n'ont nulle part où aller. Elles sont recueillies à l'hôpital St. Vincent, puis hébergées, nourries et vêtues par Hugh Kelly, un philanthrope. Juliette Laroche décide ensuite de rentrer à Villejuif auprès de son père. Le retour se fait à bord du paquebot français Chicago. 
En France, elle donne naissance à un fils, nommé Joseph en l'honneur de son père. Le père de Juliette Laroche peine à nourrir la famille, et la Première Guerre mondiale aggrave la situation. Il fait donc pression auprès de sa fille pour qu'elle demande dédommagement auprès de la White Star Line. Ce n'est qu'en 1918 qu'elle reçoit 150 000 francs d'époque. Elle peut ainsi ouvrir une teinturerie dans une des pièces de la maison familiale et nourrir sa famille.
En 1920, la mère de Joseph vient en France voir ses petits-enfants, mais la rencontre se passe mal, et ils ne se revoient plus par la suite. La suite de leur vie est obscure. Simonne meurt en 1973, suivie par sa mère en 1980.
En 1995, avec une autre rescapée, Millvina Dean, Louise Laroche est invitée à visiter le Nomadic, toujours à flot. La même année, elle est présente à l'inauguration d'une stèle commémorative à Cherbourg par la Titanic Historical Society,. Elle meurt à Paris le 28 janvier 1998, ne laissant derrière elle que sept rescapés du Titanic encore vivants.